# Ikondo (Muleba)
Ikondo ist ein Bezirk (Ward) des Distriktes Muleba in der tansanischen Region Kagera.

## Geografie
Ikondo liegt westlich des Victoriasees und nordwestlich der Distrikthauptstadt Muleba. Die Fläche des Bezirks beträgt 20,14 Quadratkilometer, bei der Volkszählung 2022 lebten 6496 Einwohner in 1407 Haushalten.

## Gliederung
Der Bezirk besteht aus drei Gemeinden (Mtaa) mit 13 Orten (Kitongoji):
| Ikondo - Ikondo A - Ikondo B - Byai - Ninga - Bulengansi | Kamishango - Kamishango A - Kamishango B - Omukigando A - Omukigando B | Bumpande - Bumpande - Nyakabanga - Kyasha - Kyabagawa |